# Сёнзяяха
Сёнзяяха (устар. Сёнзя-Яай) — река в России, протекает по Ямало-Ненецкому АО. Устье реки находится в 375 км по правому берегу реки Пур. Длина реки составляет 67 км.

## Притоки
- 5 км: Етуяха
- 23 км: река без названия
- 36 км: Текусяяха
- 43 км: Тайтъяха
- 46 км: река без названия

## Данные водного реестра
По данным государственного водного реестра России относится к Нижнеобскому бассейновому округу, водохозяйственный участок реки — Пур. Речной бассейн реки — Пур.
Код объекта в государственном водном реестре — 15040000112115300058944.